# Octeto de violines
El octeto de violines es una familia de instrumentos de cuerda desarrollada en el siglo XX principalmente bajo la dirección de la lutier estadounidense Carleen Hutchins. Cada instrumento se basa directamente en el violín tradicional y comparte sus propiedades acústicas, con el objetivo de obtener un sonido más rico y homogéneo. A diferencia de los instrumentos de cuerda modernos estándar, la resonancia principal del cuerpo del octeto de violines se encuentra en un tono cercano a las dos cuerdas al aire centrales, lo que confiere a los instrumentos un sonido más equilibrado y claro.
Los instrumentos fueron propuestos por el compositor Henry Brant en 1957 y el primer octeto se terminó en 1967.

## Instrumentos
Los instrumentos del octeto de violines son:
| Instrumento         | Rango | Afinación | Notas |
| ------------------- | ----- | --- | --- |
| Violín agudo        |       | Sol4–Re5–La5–Mi6, afinado una octava por encima del violín, como el violín pochette o los dos "kleine Poschen" del Syntagma Musicum de Michael Praetorius | Aproximadamente del tamaño de un violín 1⁄4 |
| Violín soprano      |       | Do4–Sol4–Re5–La5, afinado una cuarta por encima del violín, como el violino piccolo.                                                                      | Aproximadamente del tamaño de un violín 3⁄4 |
| Violín mezzo        |       | Sol3–Re4–La4–Mi5, afinado igual que un violín. | El cuerpo es ligeramente más largo (36,5-38 cm) que el de un violín convencional (35-36 cm), pero las cuerdas tienen aproximadamente la misma longitud (33 cm). |
| Violín alto         |       | Do3–Sol3–Re4–La4, afinado igual que una viola. | Similar a la viola, pero más grande, y a menudo se toca erguida, en vertical, como un violonchelo.                                                              |
| Violín tenor        |       | Sol2–Re3–La3–Mi4, afinado una octava por debajo de un violín estándar, como el histórico violín tenor.                                                    | El cuerpo es similar al de un violonchelo de 1⁄2, pero con los aros más finos y el mástil más largo.                                                            |
| Violín barítono     |       | C2–G2–D3–A3, afinado igual que un violonchelo. | Más grande que un violonchelo tradicional. |
| Violín bajo pequeño |       | La1–Re2–Sol2–Do3, afinado una cuarta por encima de un contrabajo, o Sol1–Re2–La2–Mi3, afinado una cuarta por debajo de un violonchelo.                    | Del tamaño de un contrabajo de 5⁄8; se toca como un contrabajo o sentado, como un violonchelo.                                                                  |
| Violín Contrabajo   |       | Mi1–La1–Re2–Sol2, afinado igual que un contrabajo, o Do1–Sol1–Re2–La2, afinado una octava por debajo de un violonchelo.                                   | Más grande que un contrabajo convencional; se toca como un contrabajo                                                                                           |

Nota: Si bien los violines bajo pequeño y contrabajo fueron diseñados y originalmente pensados para ser afinados en quintas, la mayoría de los bajistas consideran poco práctico el cambio adicional requerido. La New Violin Family Association enumera las afinaciones de estos instrumentos en cuartas, mientras que el Hutchins Quartet conserva la afinación original en quintas.

## Arcos
Carleen Hutchins no diseñó arcos específicos para los instrumentos del octeto de violines. Se trata de una investigación importante que aún no ha concluido. Los intérpretes de estos instrumentos utilizan una gran variedad de arcos de violín, viola, violonchelo y contrabajo, buscando el que mejor se adapte a ellos en cada momento.

## Grupos de intérpretes
Actualmente, existen tres grupos que tocan y graban con los instrumentos del octeto de violines. El Hutchins Consort (con sede en San Diego, California) toca los instrumentos de Carleen Hutchins. El Hutchins Consort Quartet es un subconjunto del consort y toca el violín soprano, el violín tenor, el violín barítono y el violín contrabajo. El Albert Consort (con sede en Ithaca, Nueva York) utiliza un conjunto de instrumentos fabricados por Robert Spear y la New Violin Family Orchestra, organizada por la asociación Octavivo, que también utiliza instrumentos fabricados por Robert Spear.

## Uso en roles tradicionales
Los instrumentos del octeto de violines no tienen por qué utilizarse necesariamente en el contexto del Hutchins Consort y para interpretar música escrita especialmente para ellos. También pueden utilizarse como alternativas a los miembros de la familia de violines habitual: por ejemplo, cualquier cuarteto de cuerdas podría ser interpretado por un conjunto formado por dos violines mezzo, un violín alto y un violín barítono, como alternativa a los dos violines, la viola y el violonchelo del cuarteto de cuerdas habitual.
El uso más conocido de un miembro de la Nueva Familia de Violines en este tipo de papel es el de un violín alto por Yo-Yo Ma para interpretar y grabar el Concierto para viola de Béla Bartók.